# Emilia Bubulac
Emilia Bubulac (n. 2 octombrie 1948, comuna Peștișani, Gorj  - d. 28 iulie 2017) a fost o interpretă de muzică populară oltenească.

## Viața și cariera artistică
Primii ani de școală îi parcurge în satul natal, după care urmează cursurile gimnaziale în școala din Peștișani. În anul absolvirii la Peștișani se înființează Liceul teoretic ”Constantin Brâncuși” ale cărui cursuri le urmează. În anii de liceu beneficiază de îndrumarea și călăuzirea pașilor spre culegerea de folclor și cântecul popular din partea prof. Petre Ceaureanu.
După absolvirea liceului intră în învațământ ca educatoare în unul din satele învecinate. Nu rămâne decât un an pentru că își dorea să urmeze cursurile învățământului superior. Așa se face că în anul următor pleacă la București unde urmează cursurile școlii postliceale de geologie și pe cele ale facultății de istorie.
Prima dată când a ajuns în Radio, a prezentat un mănunchi de cântece dintre care, comisia de alegere (Marioara Murărescu și Emilia Comișel), alege 10 cântece pe care să le înregistreze. Unul dintre acele 10 cântece a fost “Mă dusei în pădurice”. 
A urmat secția canto popular a Școlii Populare de Artă din București, pentru a se putea dedica la maxim folclorului. 
Devine laureată a Festivalului-concurs ”Floarea din Grădină” și se integrează fenomenului cultural bucureștean. 
În anii 1980-1990 înregistrează L.P.-uri, casete, filmări la Televiziunea Română, primește responsabilități în coordonarea mai multor ansambluri cu care pleacă în afara țării și unde reprezintă cu mare onoare tradițiile populare românești. Înființează ansamblul Mugurelul în București cu care participă la numeroase turnee și unde promovează nume renumite de mai târziu ale muzicii populare românești.
În anii 1990 și 1991 conduce câteva ansambluri la turnee în Franța și Turcia, unde Gorjul beneficiază de o promovare specială. Participă la evenimente culturale în Europa, Asia, Africa și America. 
În 2000-2001 se mută la New York (oraș) unde promovează cântecul românesc. 
În 2005 a fost realizator de emisiuni Etno TV.
Artista s-a stins din viață în data de 28 iulie 2017 la vârsta de 68 de ani.

## Premii șă distincții
2014- ”Oscarul mondial pentru folclor”

## Discografie
Discografia Emiliei Bubulac